# Schafhof (Petersaurach)
Schafhof (fränkisch: Schof-huhf) ist ein Gemeindeteil der Gemeinde Petersaurach im Landkreis Ansbach (Mittelfranken, Bayern). Schafhof liegt in der Gemarkung Vestenberg.

## Geografie
Der Weiler bildet eine geschlossene Siedlung mit dem westlich gelegenen Vestenberg und liegt auf einer Anhöhe. Etwas östlich davon befindet sich der Boxberg (429 m ü. NHN). Eine Gemeindeverbindungsstraße führt nach Vestenberg (0,2 km nordwestlich) bzw. zur Kreisstraße AN 10 nördlich von Wicklesgreuth (0,9 km südlich).

## Geschichte
Der Ort wurde in Vetter’schen Oberamtsbeschreibung von 1732 als „Vestenberger Schafhof“ erstmals schriftlich erwähnt.
Gegen Ende des 18. Jahrhunderts gehörte Schafhof zur Realgemeinde Vestenberg. Er hatte das brandenburg-ansbachische Vogtamt Vestenberg als Grundherrn. Unter der preußischen Verwaltung (1792–1806) des Fürstentums Ansbach erhielt Schafhof die Hausnummern 30 und 31 des Ortes Vestenberg. Von 1797 bis 1808 unterstand der Ort dem Justiz- und Kammeramt Ansbach.
Im Rahmen des Gemeindeedikts wurde Schafhof dem 1808 gebildeten Steuerdistrikt Vestenberg und der 1811 gegründeten Ruralgemeinde Vestenberg zugeordnet. Diese wurde am 1. Mai 1978 im Zuge der Gebietsreform in Bayern in die Gemeinde Petersaurach eingegliedert.

## Einwohnerentwicklung
| Jahr      | 001840 | 001861 | 001871 | 001885 | 001900 | 001925 | 001950 | 001961 | 001970 | 001987 |
| Einwohner | 13     | *      | 20     | 19     | 34     | 27     | 39     | 33     | 41     | *      |
| Häuser    | 2      |        |        | 4      | 5      | 6      | 6      | 6      |        | *      |
| Quelle    | [ 11 ] | [ 12 ] | [ 13 ] | [ 14 ] | [ 15 ] | [ 16 ] | [ 17 ] | [ 18 ] | [ 19 ] | [ 20 ] |

## Religion
Der Ort ist evangelisch-lutherisch geprägt und nach St. Laurentius (Vestenberg) gepfarrt. Die Einwohner römisch-katholischer Konfession waren ursprünglich nach Unsere Liebe Frau (Heilsbronn) gepfarrt, seit 1992 ist die Pfarrei St. Franziskus (Neuendettelsau) zuständig.